# Mirjam Timmer
Mirjam Timmer (Leeuwarden, 1 juli 1982) is een Nederlandse singer-songwriter. Samen met twee andere bandleden, Kristian Dijkstra en Julian Dijkstra, vormt zij de band Twarres.

## Biografie
Timmer is afkomstig uit het Friese dorp Warga, waar ze zich als kind al bezighield met muziek maken en liedjes schrijven. Samen met haar dorpsgenoot Johan van der Veen deed ze mee aan talentenjachten onder de naam Twarres. Dit had succes: in 2000 scoorden ze een nummer 1-hit in Nederland en Vlaanderen met Wêr Bisto. Hierna volgden nog singles als She Couldn't Laugh, Children en I Need To Know en I'll See You. Daarnaast haalde het duo eveneens succes met een platina bekroond debuutalbum genaamd Stream en de opvolger CD².
In 2003 schreef Timmer muziek voor de Friestalige musical De lêste brief. Later dat jaar besloten Van der Veen en Timmer te stoppen als duo. In december 2004 verzorgde Timmer een aantal optredens samen met zangeres Plattèl. In het Friese Warga werkte ze lange tijd aan diverse liedjes voor een album. Even leek het onzeker of de zangeres ooit weer op het podium kon staan, toen ze in 2004 haar arm brak na een val van een trap en daardoor lange tijd geen gitaar kon spelen. Het ongeluk kwam ze te boven en vervolgens werkte ze met producers John Themis en Gregor Hamilton in Londen verder aan haar solodebuut. Als voorproefje van dit album verscheen begin 2006 onder de naam MIR, de eerste single van de zangeres: Face To Face, wat een bescheiden hit werd in de vaderlandse hitlijsten. 
Maanden later verscheen er een opvolger: The Deep Blue Sea, een nummer waarvoor Timmer de vocals deelde met Simple Minds-zanger Jim Kerr. Daarna verscheen het soloalbum Files From London. In oktober 2006  verscheen de single The Shadow Of Me. Begin 2007 startte ze, in samenwerking met o.a. Julian Thomas en Syb van der Ploeg (zanger van De Kast), een avondvullende popvoorstelling met de populairste Amerikaanse 'West Coast'-nummers aller tijden genaamd Motel Westcoast.
Sinds 2015 is Mirjam weer terug onder de oude naam Twarres. Samen met twee nieuwe bandleden, Kristian en Julian, worden er weer optredens verzorgd.
- MusicBrainz: 033e71b8-538c-4949-989d-7aa7ab2db986
- Nederlandse Thesaurus van Auteursnamen: 392431432
- Virtual International Authority File: 317178916